# 柯士甸山遊樂場

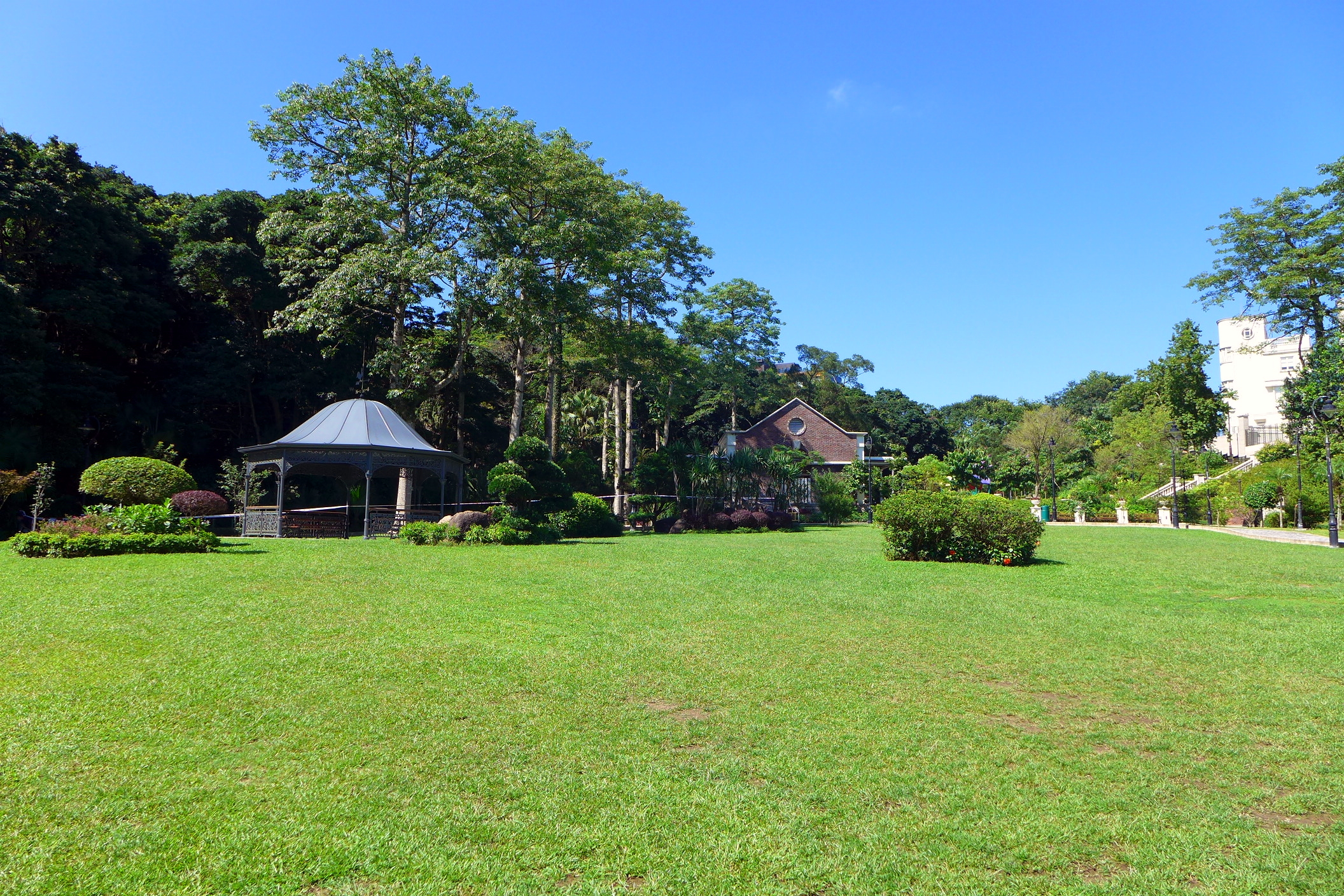
柯士甸山遊樂場草坪

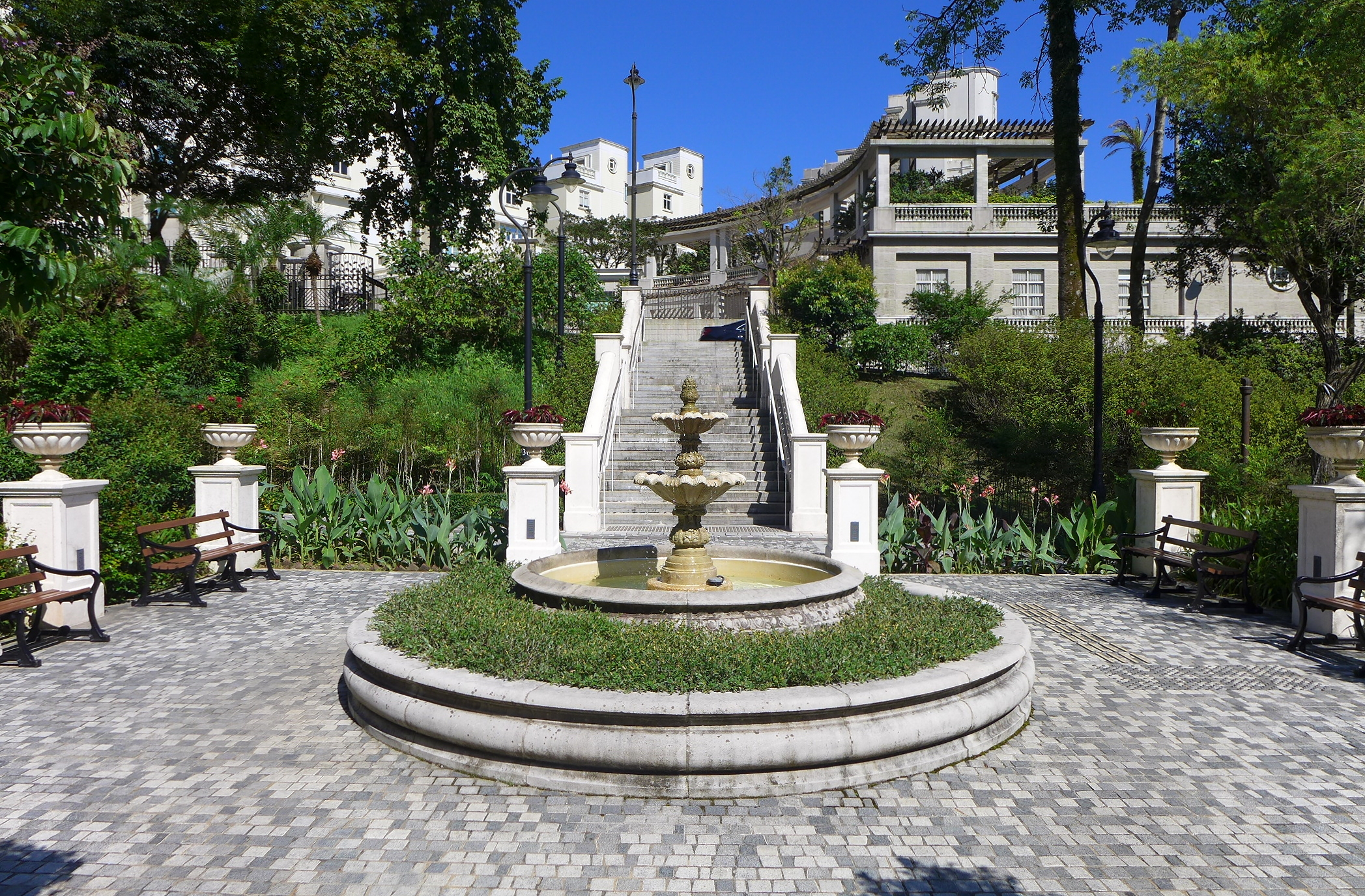
遊樂場採用傳統19世紀英國維多利亞時代設計

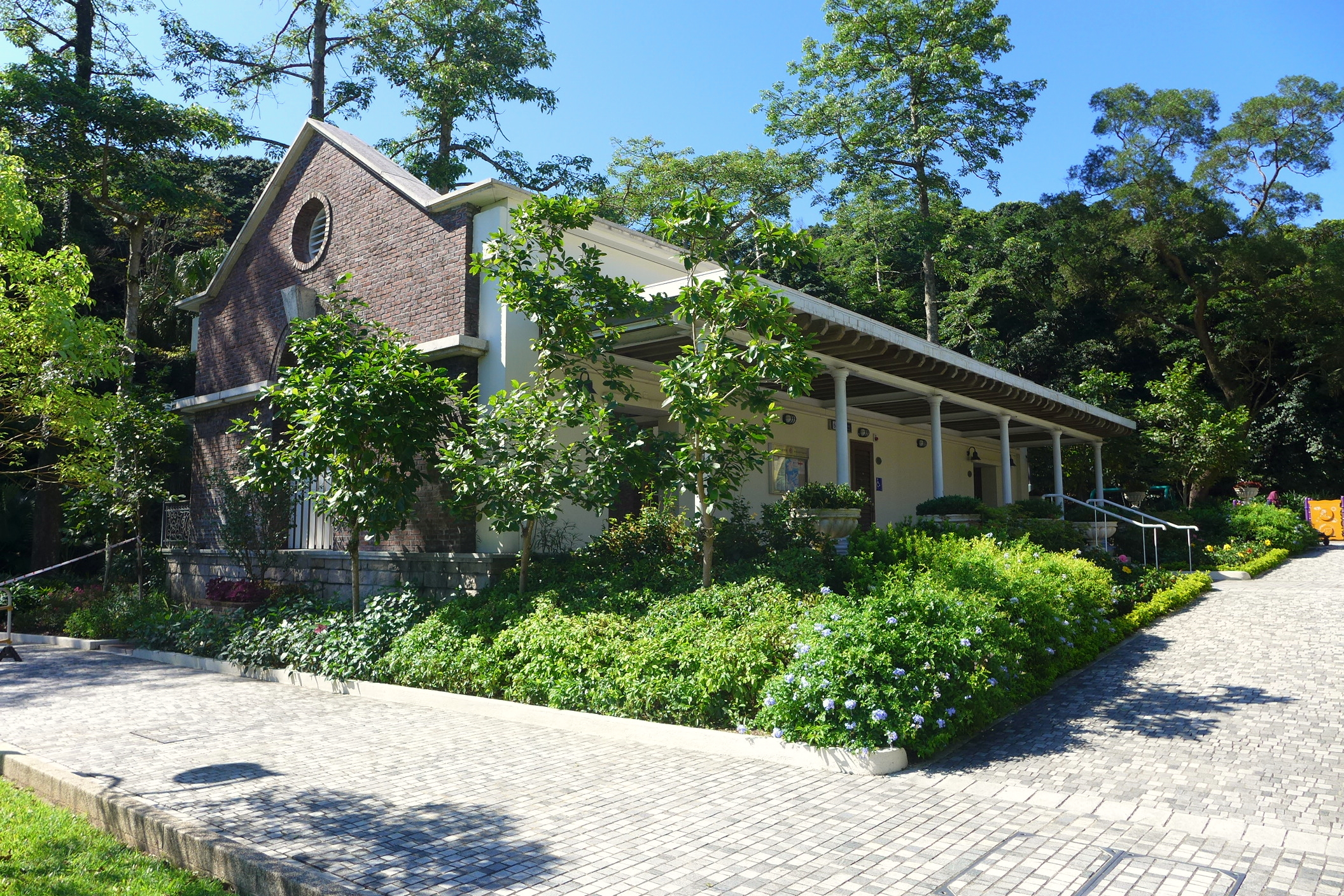
典雅的紅磚建築為洗手間

柯士甸山遊樂場（英語：Mt Austin Road Playground）是香港一個公眾遊樂場，由康樂及文化事務署管理，位於香港柯士甸山道425號，鄰近柯士甸山道8號及山頂廣場附近。至於位置較高的山頂公園是柯士甸山道的盡頭。
柯士甸山遊樂場曾是前港督的後花園，地方開揚，西望薄扶林水塘、大嶼山及南丫風采發電站，西北面向藍巴勒海峽，東北遙望山頂無線電站，環境優美。附近別墅守衛更是法定古蹟之一，配合旁邊天然環境，造就了香港少有的西式園林景致。

## 設施
公園設施包括大型草坪及兒童遊樂場。在2011年翻新後，原有的廁所、涼亭和小食亭改建為傳統19世紀英國維多利亞時代設計，設典雅的噴水池、涼亭和採用紅磚、設天幕的洗手間。